# 东宁镇
东宁镇，是中华人民共和国黑龙江省牡丹江市东宁市下辖的一个乡镇级行政单位。

## 行政区划
东宁镇下辖以下地区：
率宾社区、光明社区、中心社区、东兴社区、宏源社区、团结社区、南山社区、繁荣社区、建国社区、西山社区、一街村、二街村、菜一村、菜二村、大城子村、夹信子村、北河沿村、民主村、南沟村、东绥村、万鹿沟村、转角楼村、暖一村、暖二村、葫罗卜葳村、太平沟村和新屯村。